# 스티븐 툴민
스티븐 에델스턴 툴민(Stephen Edelston Toulmin, 1922년 3월 25일 – 2009년 12월 4일)은 영국의 철학자이자 작가, 교육자였다. 툴민은 루드비히 비트겐슈타인에게 많은 영향을 받아, 도덕적 추론을 분석하는데에 관심이 많았다. 뿐만 아니라 툴민은 효과적인 실용적 논법을 발전시키기 위해서 노력했는데, 이는 후에 수사학에서 수사학적 논증을 분석하는데 쓰이고 있다. 툴민의 논증 모델은 여섯 가지 요소로 이루어져 있는데. 특히 수사학과 커뮤니케이션학, 그리고 컴퓨터과학 분야에서 많이 쓰이고 있다.

## 생애

### 출생과 케임브리지 시절
스티븐 툴민은 1922년 3월 22일 영국 런던에서 제오프리 에델슨 툴민과 도리스 홀만 툴민 사이에서 태어났다. 툴민은 1942년 케임브리지 킹스 컬리지에서 문학 학사를 받았다. 이후 툴민은 항공기 생산부에서 하급 과학 장교가 되었는데, 처음엔 말번 레이저 연구소와 개발 연구소에서, 나중엔 독일의 연합 원정군의 최고 사령부에서 일했다. 제2차세계대전이 끝날 무렵인 1947년에는 케임브리지 대학에서 문학 석사학위와 철학 박사학위를 받기 위해 영국으로 돌아갔다. 케임브리지에 있는 동안 툴민은 오스트리아 철학자인 루드비히 비트겐슈타인과 연락을 주고 받았는데, 비트겐슈타인이 연구했던 ≪언어의 의미와 사용의 관계≫는 툴민의 업적의 많은 부분에 영향을 주었다.

### 케임브리지 대학 졸업 이후
툴민은 케임브리지를 졸업하고 난 후 1949년부터 1954년까지 옥스퍼드 대학교의 과학철학 강사로 임명되었다. 툴민은 옥스퍼드 대학에서 강사를 하는 동안 그의 첫 과학철학 책인≪과학철학: 입문(1953)≫을 썼다. 이후 1954년부터 1955년까지는 호주의 멜번 대학교의 과학 철학 및 과학사 방문 교수로 임명되었고, 1955년부터 1959년까지는 영국으로 돌아와서 리즈 대학교 철학 학부에서 교수 및 학부장으로 지냈다. 툴민은 리즈 대학교에 이는 동안 전통적 논리의 오류를 연구하여 ≪논증의 사용(1958)≫을 서술하였는데, ≪논증의 사용법≫은 당시 영국에서는 잘 받아들여지지 않았지만, 툴민이 1959년 방문교수로 있었던 미국의 뉴욕, 스탠포드, 콜럼비아 대학의 수사학자들로부터는 찬사를 받았고, 현재는 수사학 분야에서 가장 영향력 있는 책 중 하나로 꼽히고 있다.
미국에 있는 동안, 웨인 브로크리드와 더글라스 에닝거가 툴민의 연구를 커뮤니케이션 학자들에게 소개했고, 커뮤니케이션 학자들은 툴민의 연구가 수사학적 논법의 분석과 비평에 유용한 좋은 구조상의 모델을 제공한다고 평가했다. 1960년에 툴민은 뉴필드 재단의 아이디어의 역사단체의 이사직을 하기 위해 영국으로 돌아갔다. 이후 툴민은 준 굿필드와 결혼했고, 굿필드와 함께 과학사에 관련된 책을 저술했다.

### 후기, 미국에서의 툴민
1965년에 툴민은 생전, 여러 대학에 직위를 가졌던 미국으로 돌아갔다. 1967년에 툴민은 친하게 지내던 노우드 러셀 한슨을 위해 유저 관리자로 일하며, 여러 권의 유저들을 출판하였다. 특히 산타크루즈의 캘리포니아 대학교에 있는 동안은 개념적 변화의 원인과 과정을 연구한 ≪인간의 이해: 개념의 집단적 사용 및 진화 (1972)≫를 출판했는데, 이 책에서 툴민은 개념적 변화의 과정을 진화의 과정이라 주장하기 위해 전례 없는 개념적 변화와 다윈의 생물학적 진화 모델을 비교했는데, 이 때문에 많은 논쟁을 빚기도 했다.
1973년에는 시카고 대학교에서 사회사상 위원회의 교수로 있으면서 라살 대학교의 알란 쟈니크와 공동으로 ≪비트겐슈타인, 빈, 그 세기말의 풍경≫를 출판했다. ≪비트겐스타인, 빈, 그 세기말의 풍경≫에서 툴민은 인간추리의 역사의 중요성을 강조하는 논제를 펼쳤다. 툴민은 절대적 진실의 존재를 믿고 플라톤의 이상적인 정상 논리를 옹호하는 철학자들에 반대하며, 진실이 역사적, 문화적 문맥 에 따라 상대적 특성일 수 있다고 주장했다. (다른 저자들은 이것을 개념도식으로 명명했다)
툴민은 1975년부터 1979년까지 미국 의회가 설립한 생의학 및 행동과학 연구의 인체 실험대상자의 보호를 위한 국립 위원회에서 일했다. 그러면서 알버트 얀센과 함께 도덕상의 문제를 해결하는 절차를 다룬 ≪궤변의 잘못 된 사용: 도덕적 추론의 역사 (1988)≫를 썼다. 그의 최근 업적 중의 하나인 ≪코스모폴리스: 근대의 숨겨진 이야기 (1990)≫는 툴민이 노스웨스턴대학교에서 아발론 재단의 인문학 교수로 있을 때 쓴 것인데 이것은 특히 현대 과학의 기초가 되는 실용성과 얕은 도덕성을 비판했다.
툴민은 콜롬비아, 다트머스, 미시간, 노스웨스턴, 스탠포드, 시카고대학을 포함한 수많은 대학에서 교수직을 받았다. 또, 1997년에는 미국 국립 인문학 재단에서 선정하는 제퍼슨 강의에 선정되었는데, 제퍼슨 강의는 미국 연방 정부가 인문학 업적에 주는 최고의 명예였다. 툴민의 강의는 ≪반대자의 이야기≫라고 불리었는데(≪반대자의 일생≫으로도 불린다), 합리주의와 인문주의가 가지는 현대성의 뿌리와 정당함과 합리적임이 어떻게 다른지를 이야기 했다. 또 독단주의, 극단적 배타주의, 종파주의 등 극단적인 관념으로 우리를 유혹하는 추상적 개념의 문제점을 경고했다. 미국 국립 인문학 재단 보고서에서 툴민에 내린 평가를 보면, "현대적인 생각에서 기술적, 인문학적 생각의 가닥들이 전보다 더 효과적으로 통합되게 만들었다" 고 한다. 2009년 12월 4일 LA에서 툴민은 심부전증으로 87세의 나이로 사망했다.

## 메타철학
메타철학은 철학에 대한 생각과 비판을 담은 철학으로, 철학에 대한 철학이라고 할 수 있다. 툴민은 메타철학에서도 많은 업적을 남겼는데, 대표적인 것 몇가지는 아래와 같다.

### 절대주의와 상대주의의 부정
툴민은 절대주의에는 실용적 가치가 결여되어 있다고 지적했다. 절대주의는 플라톤의 형식 논리학에 기반한 것이다. 플라톤의 형식 논리학은 전 우주에 걸쳐 적용되는 법칙의 존재를 믿는데, 이처럼 절대주의도 도덕적 문제가 주위의 상황과 관계없이 정해진 보편적인 도덕 원리에 의해 해결될 수 있다고 보았다. 그렇기 때문에 이론적이고 분석위주의 논증에 치우쳐져 있는데, 툴민은 보편적인 도덕 원리가 사람들이 실제 생활과 크게 관련이 없다는 점을 지적했다. 툴민은 그의 주장을 강조하기 위해 논쟁의장이라는 개념을 도입했다. 그는 저서 ≪논증의 사용(1958)≫에서 논쟁의 일면은 그 배경에 따라 달라지며 이러한 일면을 논쟁의 장에 의존적이라고 했다. 그러나 다른 논쟁의 일면은 배경이 바뀌어도 변하지 않는데, 이러한 일면을 논쟁의 장에 비의존적이라고 했다. 즉, 논쟁의 일면이 다루어지는 범위에 따라 영향을 받을 수도 있다는 이야기다. 그렇지만 우리는 논쟁에 있어서 그 논쟁거리의 어떤 면이 배경에 영향을 받고 어떤 면이 배경에 영향을 받지 않는지 알 수 없다. 그렇지만 절대주의가 성립하기 위해서는 논쟁거리의 모든 국면이 논쟁의 장에 비의존적이어야 하는데, 그렇지 않기 때문에 절대주의는 성립하지 않는다고 주장하였다.
또 다른 저서 ≪인간의 이해: 개념의 집단적 사용 및 진화(1972)≫에서 툴민은 인류학자와 상대주의자가 같은 편이라고 주장했다. 둘 다 문화적 차이의 영향을 크게 고려하는 특징이 있는데, 논쟁에서 논쟁의 장에 의존적인 요소의 비중을 크게 두고, 논쟁의 장에 비의존적인 요소들을 간과하기 때문이라는 것이 이유였다. 즉, 절대적인 부분을 고려하지 않는 상대주의도 성립하지 않는다. 툴민은 상대주의자와 절대주의자는 논쟁에 있어서 모든 요소를 고려하지 않고 각각 논쟁의 장에 의존적이거나, 비의존적인 요소만 중시하기 때문에 문제가 있다고 생각하였다

### 현대성을 인간화
≪코스모폴리스≫에서 툴민은 일반성과 보편성을 강조하는 근대 철학의 기원을 찾고, 실질적으로 중요한 실용적 문제를 무시하고 추상적이고 이론적인 문제만을 다룬 근대철학과 근대과학을 비판한다. 툴민은 절대론과 이론적 논증의 추구하는 것은 실용적이지 못하다고 지적했는데 실질적인 문제에 크게 관련이 없기 대문이다. 또, 툴민은 생태학에 관련된 실용적 문제에서 원자폭탄 개발을 개발한 근대과학에 도덕성이 부족하다는 것을 깨닫고 잘못된 현대성이 인간적으로 복귀하려면 네 가지 복귀가 필요하다고 주장했다. 우선, 학문의 초점이 철학자들의 말로 이루어지는 의사소통으로의 복귀, 둘째, 실용적이고 일상에서 일어나는 도덕적 문제를 다루는 개인적이고 상대적인 사건으로의 복귀, 셋째, 지방 또는 명확한 문화적, 역사적 환경으로의 복귀, 넷째, 시간이나 시대에 관련 없는 문제를 다루는 것에서 합리적인 의미가 시간에 따라 변하는 것을 다루는 복귀이다. 이 비판은 ≪이성으로의 복귀(2001)≫에서도 이어지는데, 이 책에서 툴민은 사회의 보편성은 토론과 주요 도덕적 이론, 실제 삶에서 도덕적 위기가 다른 것에서 이루어진 것이라고 말한다.

## 논증법

### 툴민의 논증모형
툴민은 전통적 논증법이 학문의 영역에만 머물러 있으며 실용적이지 못하다는 점을 비판하며 기존의 관점에 반하는 실용 논증법을 개발하였다. 툴민의 논증법의 핵심은 이미 증명 된 명제가 새로운 명제를 뒷받침할 수 있다는 것이다. 이전의 이론적 논증에서 근거에 기반하여 주장에 도달하였다면, 툴민의 논증법에서는 명제를 이미 증명된 논리를 통해 증명한다. 툴민의 논증법을 그림으로 나타내자면 아래와 같다.
툴민은 논증이 성공하려면 주장에 대한 명확한 증명이 필요하다고 생각했다. 주장에 대한 증명이 명확하고 논리적이면 어떠한 비판에도 버틸 수 있을 것이라고 생각했기 때문이다. 특히 그는 논증의 힘을 키우기 위해서는 논거를 보강하는 것보다, 논거와 주장의 연결고리를 강화하는 것이 더 좋다고 생각했다. 툴민은 <<논증의 사용(1958)>>에서 논증의 요소로 주장, 자료, 보장, 뒷받침, 수식어, 제한조건 총 여섯 가지를 들었는데, 아래와 같다.
주장
논증에서 주장은 논증에서의 결론으로, 논증이 최종적으로 말하고자 하는 것이다.
예를 들어 반장을 뽑는데, A가 반장이 되어야 한다고 생각한다면, ‘A가 반장이 되어야 한다’가 주장이다.
자료
논증에서 자료는 주장을 뒷받침하는 토대이다. ‘A가 반장이 되어야 한다’를 주장하기 위해서는
‘A는 리더십이 있다.’와 같은 자료가 필요하다.
보장
이미 증명되어 있는 명제로, 자료에서 주장으로의 연결고리를 만들어준다.
A는 리더십이 있다. 그리고 A는 반장이 되어야 한다. 두 문장 사이에는
‘리더십이 있는 사람이 반장이 되어야 한다’라는 연결고리가 필요하다. 이를 보장이라고 한다.
뒷받침
뒷받침은 보장을 뒷받침하는 증거다.
보장이 옳은 명제이기는 하지만 옳은지 그른지 한 눈에 판단하기 어려울 때 뒷받침을 통해 보장을 증명한다.
예를 들어 앞에서 다루어진 보장의 예 ‘리더십이 있는 사람이 반장이 되어야 한다’에 이의가 있는 사람이 있다고 가정하자.
그렇다면 그 이의를 해결하기 위해 왜 리더십이 있는 사람이 반장이 되어야 하는지에 대한 이유를 제시하여야 한다.
수식어
수식어는 명제에 대한 화자의 확신의 정도를 나타내주는 지표다.
화자는 ‘반드시 A가 반장이 되어야 한다.’고 이야기할 수도 있지만
‘A가 반장이 되는 것이 좋을 것 같다’라고 이야기 할 수도 있다.
앞의 문장에 비해 뒤의 문장은 화자가 명제에 대해 덜 확신하고 있는데,
이처럼 화자의 확신의 정도를 나타내주는 말을 수식어라고 한다.
(몇몇 서적에서 한정이라고 번역되기도 한다)
제한 조건
제한조건은 명제가 성립하기 위한 조건을 제시한다.
앞의 주장 ‘정환이가 반장이 되어야 한다’에 대한 제한 조건으로는
'A가 품행이 바르지 않은 아이가 아니라면' 등을 들 수 있겠다.
(몇몇 서적에서 반증으로 번역되기도 한다)
위의 여섯 가지 요소 중 주장, 자료, 보장을 일차적인 요소라고 하고, 보강(뒷받침), 수식어, 제한조건을 이차적인 요소라고 한다. 일차적인 요소는 모든 논증에 반드시 필요하며, 만약 하나라도 부족할 경우, 논증이 성립하지 않는다. 그에 반해 이차적인 요소는 모든 논증에 필요한 것은 아니나, 논증의 논리를 강화하기 위해 쓰인다. 툴민의 논증 모형은 수사학과 컴퓨터 프로그래밍등에 많이 쓰인다.

## 도덕철학

### 정당이유론
툴민은 저서 ≪도덕에서 이성의 지위 (1950)≫에서 주관주의와 정서주의를 비판하면서 정당이유론(Good Reasons approach)를 주장했다. 주관주의는 지식이나 가치는 실재하는 것에 바탕을 두고 나온 것이 아니라고 주장하며, 지식과 가치는 상대적인 관념이므로 개인의 주관의 영향을 받는다는 학설이고, 정서주의는 도덕적 판단은 분석을 통한 판단도 아니고 판단에 대한 검증도 불가능하기 때문에
형태상으로만 판단의 형식을 갖추었을 뿐 아무런 의미가 없다는 학설이다. 툴민은 주관주의와 정의주의에서 왜 사람이 도덕적인 판단을 하는지에 대한 설명이 결여되어 있다고 생각했다. 이는 매우 중요한데, 도덕적 판단이 무엇이고, 도덕적 판단이 무엇에 의해 영향을 받는지에 대한 근본적인 이유이기 때문이다. 그래서 툴민은 인간의 도덕적 행동을 인간이 좋은 의도로 하는 행동이라고 규정하였다. 인간의 이성스스로 공공에 선이 되는 방향으로 행동한다는 것이다. 이런 툴민의 정의는 기존의 도덕 이론을 정면적으로 본질적으로 부정하지는 않지만, 이전까지의 도덕에 관한 규정들과는 충돌되는 의미를 갖고 있으며, 도덕적 행동에 대한 정의를 뚜렷하게 수립한 것이라고 할 수 있다.

### 결의법의 부활
툴민은 결의법을 부활시켜 절대주의와 상대주의의 절충점을 찾으려고 했다. 결의법은 중세와 르네상스 시기에 도덕적 문제를 해결하기 위해 널리 사용되었다. 비록 근대에 들어 그 모습을 감추긴 했어도, 현대에 이르러, 다시 널리 사용되고 있다. 툴민은 그의 저서 ≪결의법의 잘못 된 사용: 도덕 이론의 역사 (1998)≫’에서 알버트 얀센과 함께 결의법의 효율성을 제시했다. 결의법은 절대주의와는 다르지만, 절대주의 원칙을 일부 반영하고 있는데 결의법에 대해뜻이 충분히 반영되고 표현이 완전하고 명확하여, 논란의 여지가 없도록 서술하는 것이다. 결의법은 누구나 동의 할 만한 보편적인 원리를 참고하여 개인의 도덕적 문제에 대한 판단 개인에게 맡기는 법이다. 그렇기 때문에 보편적인 원리에 따라 어떤 문제는 곧바로 옳고 그름이 판단되기도 하고, 보편적인 원리와 많이 다른 문제는 보편적인 문제와 얼마나, 어떻게 다른가에 따라 또 다른 주장으로 연결되기도 한다.
툴민은 결의법을 통해 이전의 도덕적 추론방식에 부족했던 점을 보완하려고 했다. 절대주의에는 절대적기준이 있지만 도덕적 추론이 이끌어지는 배경이나 상황에 대한 고려가 전혀 없고, 상대주의에는 배경이나 상황에 대한 고려는 있지만, 배경과 상황에 따른 영향만 있지 절대적인 기준이 없기 때문이다. 그렇기 때문에 툴민은 결의법을 통해 보편적인 도덕 원리를 절대적인 기준으로 잡고, 상황에 맞추어 개개인 스스로가 상대적으로 판단하여 도덕적문제를 해결하여야 한다고 주장했다.
그렇지만 툴민과 얀센은 결의법에서 도덕적 추론에 문제가 생기는 상황을 발견하기도 했는데, 첫 번째는, 보편적인 원리가 개인의 문제와 비교해서 어떤 부분은 비슷하고 어떤 부분은 다를 경우이고, 두 번째는 두 가지 이상의 반대되는 보편적 원리가 한 문제에 적용되는 경우, 세 번째는 어떠한 보편적원리와도 맞지 않는 새로운 개인적 문제가 발생한 경우다.

## 과학철학

### 과학혁명의 존재 부정
토머스 쿤이 출간한 ≪과학혁명의 구조 (1962)≫는 출간과 동시에 엄청난 화제를 불러일으켰고, 쿤이 제안한 패러다임은 이제 일상적으로 쓰일 정도로 유명한 단어가 되었다. 책 제목에서 알 수 있 듯, 쿤은 '과학혁명은 존재한다'는 명제를 참으로 가정하에 서술하였고, 그렇기 때문에 ≪과학혁명의 구조≫에서 과학혁명의 존재유무를 논하는 부분은 거의 없다. 당시 과학철학계에서는 혁명을 필수불가결한 요소로 생각했는데, 쿤과 생각이 비슷한 학자들 뿐 아니라, 쿤과 대립된 의견을 갖고 있던 칼 포퍼 등도 어렴풋이나마 과학에서 일반적 과정과 혁명을 구분했다. 이런 가운데, 툴민은 홀로 "과학에 혁명은 없다"는 주장을 펼쳤다.
툴민은 ≪정상과학과 혁명적 과학 사이의 구분은 타당한가?≫라는 제목의 논문을 통해 쿤을 비판했다. 툴민은 과학에서의 변화를 일반적 변화와 과학 혁명으로 나누는 것이 옳지 않다고 주장하며, 쿤이 과학에서 일어나는 변화를 너무 과장했다고 비판했다. 툴민은 과학의 변화를 혁명이 아니라 변이라고 주장하며 과학의 발전과정을 다윈의 진화론과 비슷하다고 주장했다. 과학이 발전하면서 생기는 다양한 변이가 진화과정에서 생물에게 생기는 변이처럼, 생물체가 관측된 사실들 또는 주변 환경과 가장 알맞아지도록 이루어진다는 것이다.
또 툴민은 ≪인간의 이해≫라는 책을 통해 패러다임은 상호배타적이기 때문에 서로 비교할 수 없다며 쿤의 논제의 상대적 요소를 비판했다. 또 쿤이 불변하는 것이나 모든 논증 또는 과학적 패러다임의 공통점을 무시하고 변하는 것을 강조함으로써 상대론자의 오류를 범했다고 주장했다.
그렇지만 툴민의 주장은 슈미트와 엘드리지의 단속평형설에 의해 비판받기도했다. 단속평형설은 진화가 단속적으로 일어나지 않다가 어느 순간에 갑자기 다른 종으로 변이한다는 주장이다. 즉, 일상적인 유전자의 작은 변이로 인한 종내의 변화와는 다르게, 새로운 종의 형성은 염색체의 재배치나 분화에 영향을 주는 특별하고 혁명적인 변이가 있다는 이야기다. 즉, 진화론을 예로 들었던 툴민의 예가 잘못 되었던 것이다.

## 다른 철학자와의 관계

### 비트켄슈타인의 영향

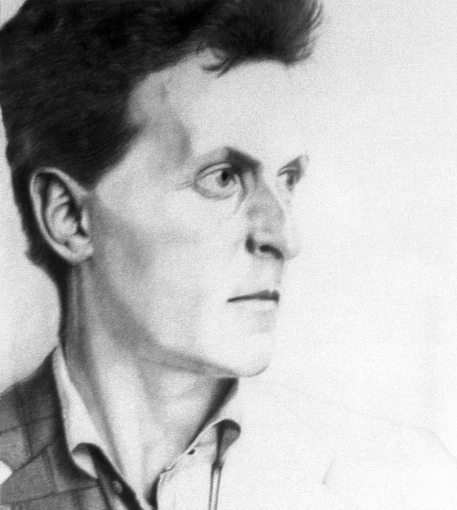
비트켄슈타인

툴민은 자신이 가장 많은 영향을 받은 철학자로 비트겐슈타인을 뽑았다. 툴민은 케임브리지 대학교에서 비트겐슈타인의 수업을 들은 적이 있는데, 그 수업을 통해 기존에 관심을 갖고 있던 고전적 회의주의에 더 큰 관심을 갖게되었다. 이후 툴민은 고전적 회의주의에 대해 비트겐슈타인, 섹스투스, 몽테뉴에 관한 에세이를 썼다. 이들 셋의 공통점은 철학적 주제들에 대해 직접적인 답변을 하지는 않지만 주제에 대해 한 발짝 물러서서 어떻게 이러한 주제에 다다르게 되었는지 되묻는다는 것이다.
툴민은 스스로 자신의 관심사가 물리학으로 시작해서 과학철학, 과학사, 사회학, 정치과학으로 이동하다 정밀과학에 관한 지성사를 다루었다고 밝힌바 있다. 툴민은 이렇게 관심사가 바뀐 것을 든든한 빌딩에 비유했는데, 자신의 학문적 여정을 양파 껍질을 한겹씩 차곡차곡 쌓아올린 빌딩이라고 생각했던 것 같다.
툴민의 첫 책은 ≪도덕에서 이유의 지위 (1950)≫라는 윤리학을 다룬 책이다. 이 책 또한 비트겐 슈타인의 영향을 받은 것인데, 툴민은 비트겐슈타인이 윤리학적 관점에는 입장을 뚜렷하게 드러내지 않았다고 생각했다. 툴민은 스스로 "나는 비트겐슈타인에게 철학적 관점을 배웠지만 부족한 점이 있다면 역사를 보는 관점이다."라고 밝혔을 정도인데, 툴민은 비트겐슈타인은 나르시시즘이 굉장히 강하고 유아론적인 사고를 하는 사람이라고 생각했다. 이후 툴민은 ≪빈, 비트겐슈타인, 그 세기말의 풍경≫라는 비트겐슈타인을 다룬 책을 저술하기도 했다.

## 주요 저서

### 비트겐슈타인, 빈, 그 세기말의 풍경
비트켄슈타인, 빈, 그 세기말의 풍경은 툴민이 비트겐슈타인과 19세기 오스트리아에 대해 연구한 내용을 기반으로 한 연구서이다. 툴민이 비트겐슈타인을 설명하는데 비트겐슈타인과 오스트리아의 배경을 설명하는 이유는, 실제로 비트겐슈타인이 활동했던 영국에서는 선입견이 강해 비트겐슈타인의 주장이 잘 받아들여지지 않았는데, 그런 비트겐슈타인의 생각이 나온 배경이 비엔나이기 때문이다. 또한 툴민은 영국인들이 비트겐슈타인의 생각을 이해하지 못한 이유가 비엔나의 문화에 익숙하지 않기 때문이라고 주장했는데, 그래서 비엔나에 대한 부분이 다루어질 필요가 있다고 생각했다.
비트켄슈타인, 빈, 그 세기말의 풍경은 비트켄슈타인 가문에 대한내용, 세기말 오스트리아의 상황과 배경설명, 근대화와 함께 시작된 저항운동 등으로 이루어져 있다. 이 책을 통해 툴민이 말하고자 싶었던 것은 비트켄슈타인의 사실과 가치의 극단적 분리는, 칸트로부터 시작되었고, 쇼펜하워에 의해 예리해졌으며, 키에르케고르에 굳혀졌고, 자연과학의 영역과 도덕의 영역을 구분하려는 노력의 끝이라는 것이다. 뿐만 아니라 비트겐슈타인은 마우트너의 회의주의에 대응하여 언어의 과학적 도구로서의 측면을 옹호하기도 했는데, 헤르츠, 볼츠만, 프레게와 러셀 등의 영향을 받은 것이다. 비트겐슈타인은 언어가 말해주는 것과 보여주는 것 사이에 절대적인 선을 긋는 한편, 과학적 언어에 확고한 토대를 제공할 수 있는 기반을 제공했다. 비트겐슈타인은 마우트너의 회의주의를 논박하여 과학의 객관성을 회복시킨 한편, 윤리의 주관성을 확립했다.

### 코스모폴리스
코스모폴리스의 부제는 근대의 숨겨진 이야기로, 현대 과학의 기초가 된 얕은 도덕성과 실용성을 비판한 책이다.
코스모폴리스에 따르면 16세기 후반부터 17세기 중반에 유럽에서 급격한 환경적, 정치적, 역사적, 경제적 변화가 일어나고, 이로 인해 종교개혁 이후 세력을 키워나가던 신교가 구교에 맞서게 되며, 본격적인 종교갈등이 시작된다. 16세기 후반의 후기 프랑스 국왕 앙리 4세와 몽테뉴 등의 르네상스 인문주의자들은 이러한 지구적 변화와 종교갈등을 극복하고 중용과 관용의 삶을 강조하고 합리적인 회의주의를 앞세워 갈등을 해결하려고 한다. 그렇지만 그러한 노력에도 불구하고 앙리 4세가 암살되며 유럽의 소용돌이가 시작된다. 이후 30년 전쟁이 일어나 전 유럽이 쑥대밭이 되어 버린다. 그렇지만 전쟁의 소용돌이는 멈추지 않고 더욱 많은 사람이 죽어간다. 이런 상황 속에서 데카르트가 등장한다.
데카르트는 '나는 생각한다, 고로 존재한다(cogito, ergo sum)'는 말을 남겼다. 언제 어디서나 보편적이고 확실한 것은 자신의 생각, 추론이라는 것이다. 이렇게 혼란한 사회속에서 사람들은 데카르트가 추구하는 탈 상황적 사유와 기하학적 확실성을 결합하려는 노력에 매력을 느끼게 되었다. 데카르트는 백지 상태에서 재출발할 것을 주장했다. 데카르트는 몽테뉴 등의 인문주의자가 주장한 인문주의적 세계관을 실패작이라고 생각했는데, 결과적으로 인문주의적 세계관이 전쟁을 막지 못했기 때문이다. 그래서 데카르트는 모든 것을 지우고 확실한 것만 다시 취해서 처음부터 다시 근대철학을 쌓아가려 했다. 이는 근대철학과 근대과학의 믿음인 동시에 근대화를 보편적으로 받아들이고 있는 우리의 믿음이라고도 볼 수 있다. 그러나 이에 대해 툴민은 '지적인 문제는 물론 실천적 문제까지도 역사적 상황으로부터 벗어나서 이성적으로 해결될 수 있다는 이 같은 주장은 확실한 것도 자명한 것도 아니다.'고 반박했는데 과학과 철학 등을 이해하는 데 있어서 시대적 배경이 영향을 미치기 때문에 시대와 상황을 초월해서 진리를 탐구할 수 없기 때문이다. 즉. 툴민은 이 책을 통해 인문주의자들이 주장한 하나의 절대적인 진리는 존재하지 않고, 여러 가지 의미를 캐내어 학문을 확장시키고, 상대주의적인 관점에서 이런 의미를 복합적으로 적용시키는 다원주의적 세계관이 더 합리적이고 적합한 관점이 아닌지 제시하고 있다.

## 저서 목록
- 도덕에서 이유의 지위 An Examination of the Place of Reason in Ethics (1950) ISBN 0-226-80843-2
- 과학철학으로의 입문 An Introduction to the Philosophy of Science (1953)
- 논증의 사용 The Uses of Argument (1958) 2nd edition 2003: ISBN 0-521-53483-6
- 형이상학적 믿음에 관한 산문 Metaphysical Beliefs, Three Essays (1957) with Ronald W. Hepburn and Alasdair MacIntyre
- 리베라 The Riviera (1961)
- 17세기 과학과 미술 Seventeenth century science and the arts (1961)
- 예측과 이해: 과학의 목적에 대한 고찰 Foresight and Understanding: An Enquiry into the Aims of Science (1961) ISBN 0-313-23345-4
- 질료의 체계 The Architecture of Matter (1962) with June Goodfield ISBN 0-226-80840-8
- 하늘의 구조: 천문학과 동역학의 발전 The Fabric of the Heavens: The Development of Astronomy and Dynamics (1963) with June Goodfield ISBN 0-226-80848-3
- 로도스의 밤하늘 Night Sky at Rhodes (1963)
- 시간의 발견 The Discovery of Time (1966) with June Goodfield ISBN 0-226-80842-4
- 물리적 실체 Physical Reality (1970)
- 인간의 이해: 개념의 집단적 사용 및 진화 Human Understanding: The Collective Use and Evolution of Concepts (1972) ISBN 0-691-01996-7
- 빈, 비트겐슈타인, 그 세기말의 풍경 Wittgenstein’s Vienna (1972) with Allan Janik
- 앎과 행동: 철학으로의 초대 Knowing and Acting: An Invitation to Philosophy (1976) ISBN 0-02-421020-X
- 추론으로의 입문 An Introduction to Reasoning (1979) with Allan Janik and Richard D. Rieke 2nd edition 1997: ISBN 0-02-421160-5
- 우주론으로 복귀: 자연에 대한 포스트모던 과학과 신학 The Return to Cosmology: Postmodern Science and the Theology of Nature (1985) ISBN 0-520-05465-2
- 궤변의 잘못된 사용: 도덕적 추론의 역사 The Abuse of Casuistry: A History of Moral Reasoning (1988) with Albert R. Jonsen ISBN 0-520-06960-9
- 코스모폴리스: 근대의 숨겨진 이야기 Cosmopolis: The Hidden Agenda of Modernity (1990) ISBN 0-226-80838-6
- 미국, 에이즈의 사회적 충격 Social Impact of AIDS in the United States (1993) with Albert R. Jonsen
- 참여를 통한 조직의 변화 - 이론을 넘어서 Beyond theory - changing organizations through participation (1996) with Björn Gustavsen (editors)
- 이성으로의 복귀 Return to Reason (2001) ISBN 0-674-01235-6

## 같이 보기
- 논증 이론
- 툴민 논증모형